# Rolf Boehe
Rolf Valentin Boehe (* 26. März 1913 in Mainz; † 26. April 1979 in Meckenheim) war ein deutscher Ingenieur, Flottillenadmiral der Bundesmarine und Autor.

## Leben
Rolf Boehe schloss sein Abitur am Kurfürstlichen Gymnasium in Bensheim ab und kam ab 14. Oktober 1931 als Kadett des Marineingenieurswesen in die Reichsmarine auf die Karlsruhe. Am 1. April 1935 wurde er Leutnant (Ing.) und war an der Marineschule in Kiel. Er war bis 1936 zur Ausbildung als Marineingenieur in der Reichsmarine.
Bis Dezember 1940 war er als Leitender Ingenieur auf dem Geleitboot F 9, kam dann in gleicher Position bis September 1942 auf die Hans Lody. Am 1. September 1943 wurde er Korvettenkapitän (Ing.).
Nach dem Krieg war er bis 1956 als Ingenieur bei der Wasser- und Schifffahrtsverwaltung in Rheinland-Pfalz aktiv und trat im gleichen Jahr in die Bundesmarine ein. Als Fregattenkapitän wurde er im September 1957 Chef des Stabes des Schiffserprobungskommandos, wurde in dieser Position Kapitän zur See und blieb bis Oktober 1962. Von Oktober 1962 bis September 1963 war er Leiter des Referats 3 im Führungsstab der Marine. Anschließend übernahm er bis September 1966 die Leitung der Unterabteilung I Personal und Innere Führung, ab Frühjahr 1965 Personal, Innere Führung, Ausbildung, im Führungsstab der Marine. Ab 1. Oktober 1966 war er als Flottillenadmiral Admiral der Schiffstechnik im Marineamt und gab Ende März 1968 diesen Posten an Werner Georg Kimmerling ab. Anschließend war er bis 31. März 1972 Admiral der Marinerüstung, welche neu eingerichtet worden war. Er ging dann in den Ruhestand und starb überraschend 1979 an einem Herzinfarkt.
Am 28. Mai 1971 wurde er mit dem Verdienstkreuz 1. Klasse ausgezeichnet.

## Werke (Auswahl)
- Hochdruckheißdampf im Kriegsschiffantrieb. In: Marine-Rundschau, Heft 2/1958.
- Militärische Arbeit an Bord. In: Wehrkunde, Band 23, 1974, S. 197 ff.
- Modern warships for combat in coastal waters. In: Royal United Service Institution for Defence Studies & Brassy’s Defense Yearbook 1975/86, London, 1975, S. 30–47.
- Deutsche Werftindustrie – Partner der Marine. In: Wehrtechnik 11/1975.
- Neue Hochleistungsdieselmotoren für Kriegsschiffe. In: Wehrtechnik 3/76, S. 42–46.
- Schiffbau in der Krise. In: Wehrtechnik 11/1978, S. 19 ff.
- Deutscher Kriegsschiffbau nach dem zweiten Weltkrieg. MaK Defense Journal, 1979.